# Cécile Vernant

Cécile Vernant est une scénariste et réalisatrice née à la Martinique en 1973.
Après une formation littéraire universitaire, elle travaille comme comédienne puis écrit et réalise.
Entre 2005 et 2009, elle signe quatre courts-métrages.

## Filmographie

### Actrice
- 2001 : L'Affaire Kergalen : Carla
- 2001 : Les Bœuf-carottes : la femme médecin de l'hôpital
- 2002 : Petit Homme : la nurse

### Réalisatrice et scénariste
- 2005 : Mot compte double
- 2006 : Le Dîner
- 2006 : Il était une fois... Sasha et Désiré
- 2009 : Wu